# Leichtathletik-Europameisterschaften 1950/4 × 100 m der Frauen

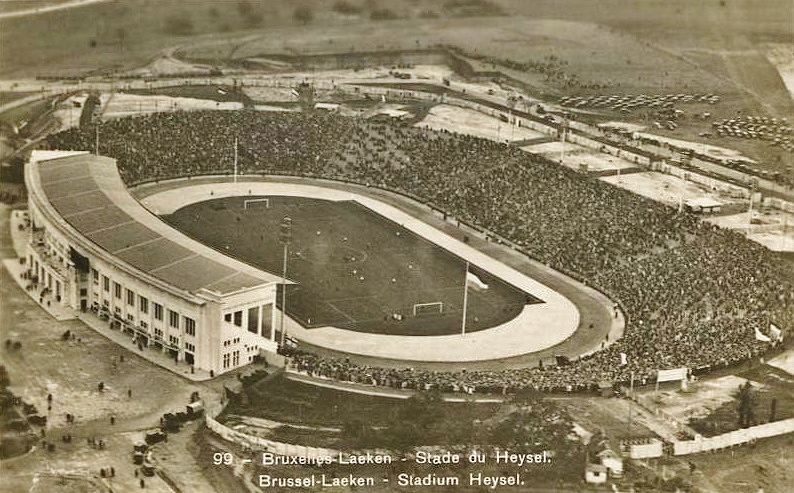
Das Brüsseler Heysel-Stadion in einer Luftaufnahme von 1935

Die 4-mal-100-Meter-Staffel der Frauen bei den Leichtathletik-Europameisterschaften 1950 wurde am 27. August 1950 im Heysel-Stadion der belgischen Hauptstadt Brüssel ausgetragen.
Europameister wurde Großbritannien mit Elspeth Hay, Jean Desforges, Dorothy Hall und June Foulds. Die Staffel aus den Niederlanden gewann die Silbermedaille in der Besetzung Xenia Stad-de Jong, Bertha Brouwer, Grietje de Jongh und Fanny Blankers-Koen. Bronze ging an die Sowjetunion (Elene Gokieli, Sofja Malschina, Soja Duchowitsch, Jewgenija Setschenowa).

## Bestehende Rekorde
| Weltrekord   | 46,4 s | Deutsches Reich (Emmy Albus, Käthe Krauß, Marie Dollinger, Ilse Dörffeldt) | OS Berlin, Deutsches Reich                  | 8. August 1936     |
| Europarekord | 46,4 s | Deutsches Reich (Emmy Albus, Käthe Krauß, Marie Dollinger, Ilse Dörffeldt) | OS Berlin, Deutsches Reich                  | 8. August 1936     |
| EM-Rekord    | 46,8 s | Deutsches Reich (Josefine Kohl, Käthe Krauß, Emmy Albus, Ida Kühnel)       | EM Wien, Deutsches Reich (heute Österreich) | 18. September 1938 |

Der seit den ersten Europameisterschaften für Frauen im Jahr 1938 bestehende EM-Rekord blieb auch bei diesen Europameisterschaften unangetastet. Die Europameisterstaffel aus Großbritannien blieb mit ihrer Zeit von 47,4 Sekunden um sechs Zehntelsekunden über diesem Rekord. Zum Europa-, gleichzeitig Weltrekord, fehlte den Britinnen genau eine Sekunde.

## Finale
27. August 1950
Es gab nur sechs Nationen, die an diesem Wettbewerb teilnahmen. So traten die Staffeln ohne vorherige Vorläufe zum Finale an.
| Platz | Staffel        | Besetzung                                                              | Zeit (s) |
| ----- | -------------- | ---------------------------------------------------------------------- | -------- |
| 1     | Großbritannien | Elspeth Hay Jean Desforges Dorothy Hall June Foulds                    | 47,4     |
| 2     | Niederlande    | Xenia Stad-de Jong Bertha Brouwer Grietje de Jongh Fanny Blankers-Koen | 47,4     |
| 3     | Sowjetunion    | Elene Gokieli Sofja Malschina Soja Duchowitsch Jewgenija Setschenowa   | 47,5     |
| 4     | Frankreich     | Rosine Faugouin Micheline Ostermeyer Colette Aitelli Yvette Monginou   | 48,5     |
| 5     | Italien        | Maria Musso Laura Sivi Micaela Bora Vittoria Cesarini                  | 48,7     |
| 6     | Jugoslawien    | Spomenka Koledin Milica Sumak Mira Tuce Alma Butja                     | 49,8     |